# Villeron
Villeron is een gemeente in het Franse departement Val-d'Oise (regio Île-de-France) en telt 718 inwoners (2004). De plaats maakt deel uit van het arrondissement Sarcelles.

## Geografie
De oppervlakte van Villeron bedraagt 5,6 km², de bevolkingsdichtheid is 128,2 inwoners per km².
De onderstaande kaart toont de ligging van Villeron met de belangrijkste infrastructuur en aangrenzende gemeenten.

## Demografie
Onderstaande figuur toont het verloop van het inwonertal (bron: INSEE-tellingen).